# Адріан Ернандес
Адріан Ернандес (ісп. Adrián Hernández; 10 січня 1986) — мексиканський професійний боксер, чемпіон світу за версією WBC (2011, 2012—2014) в першій найлегшій вазі.

## Професіональна кар'єра
Дебютував на профірингу 2006 року.
30 квітня 2011 року вийшов на бій проти чемпіона світу за версією WBC у першій найлегшій вазі Гілберто Кеб Баас (Мексика), якого вже перемагав один раз раніше, й переміг технічним рішенням в десятому раунді.
Провівши один вдалий захист, 23 грудня 2011 року зустрівся в бою з Компаяк Порпрамук (Таїланд) і програв нокаутом в десятому раунді. Після двох перемог 6 жовтня 2012 року зустрівся з тайцем вдруге
і здобув перемогу нокаутом, вдруге завоювавши титул чемпіона. В наступних боях чотири рази захистив звання чемпіона.
6 квітня 2014 року зустрівся в бою з японцем Іноуе Наоя і програв нокаутом в шостому раунді.